# Rhede (Baixa Saxônia)
Rhede é um município da Alemanha localizado no distrito de Emsland, estado de Baixa Saxônia.